# Модем
Модем је скраћеница од модулатор-демодулатор. Модем је електронски уређај који омогућава конверзију дигиталних сигнала, које шаље рачунар, у сигнале прилагођене карактеристикама телефонских линија и обратно. Поред тога, модем обезбеђује све неопходне управљачке функције које регулишу ток података при преносу између рачунара. 

### Аналогни модем
Аналогни модем је уређај који врши конверзију дигиталних бинарних сигнала у модулисане сигнале говорних фреквенција, прилагођене карактеристикама телефонских линија и обрнуто. У мрежи за пренос података модем се прикључује између рачунара (који шаље или прима дигиталне сигнале) и уређаја за аналогни пренос сигнала (који шаље или прима аналогне сигнале).
Надзор и управљање (бирање, програмирање) функцијама модема може се остварити посебним модулом који је уграђен у модем.
По изведби модем може бити спољашњи (посебан уређај) или унутрашњи (картица у рачунару).
С обзиром да аналогни модеми конвертују дигиталне сигнале ради преноса по телефонским линијама, пропусни опсег линија ограничава брзину преноса.
Први модеми који су произведени 60-их и 70-их година задовољавали су Бел стандарде и омогућавали су асинхрони и дуплексни пренос података преко двожичних линија брзинама до 300 b/s. Данашњи аналогни модеми имају максималну брзину 56 kb/s.

### Употреба
У почетку је служио за повезивање било која два рачунара, а данас углавном за спајање на Интернет. Ако је то факс модем, може се слати и примати телефакс.